# Havrîlivka, Bobrovîțea
Havrîlivka (în ucraineană Гаврилівка) este localitatea de reședință a comunei Havrîlivka din raionul Bobrovîțea, regiunea Cernihiv, Ucraina.

## Demografie
Componența lingvistică a localității Havrîlivka
     Ucraineană (99,21%)
     Alte limbi (0,79%)
Conform recensământului din 2001, majoritatea populației localității Havrîlivka era vorbitoare de ucraineană (99,21%), existând în minoritate și vorbitori de alte limbi.